# Edad de Oro georgiana

El reino medieval de Georgia en su apogeo.

La Edad de Oro georgiana (en idioma georgiano: საქართველოს ოქროს ხანა, sakartvelos okros jana) describe un período histórico de la Alta Edad Media, que abarca aproximadamente desde finales del siglo XI hasta el siglo XIII, durante el cual el Reino de Georgia alcanzó el punto álgido de su poder y desarrollo. Además de la expansión militar, este período fue testigo del florecimiento de la arquitectura, la pintura y la poesía georgianas medievales, que se expresaron con frecuencia en el desarrollo del arte eclesiástico, así como en la creación de las primeras obras importantes de la literatura secular.
Con una duración de más de dos siglos, la Edad de Oro llegó a su fin gradualmente debido a las persistentes invasiones de mongoles, así como a la propagación de la peste negra por parte de estos mismos grupos nómadas. Georgia se debilitó todavía más tras la caída de Constantinopla, que marcó el final del Imperio romano de Oriente, el aliado tradicional de Georgia. Como resultado de estos procesos, en el siglo XV Georgia se fracturó y se convirtió en un enclave aislado, en gran medida aislado de la Europa cristiana y rodeado de vecinos turco-iraníes hostiles. El declive de Georgia dio lugar a una «castración» de su imagen en las percepciones imperiales rusas, que sistemáticamente pasaban por alto los orígenes de la nación y la presentaban como un «oriente» vulnerable y femenino necesitado de protección imperial. Por el contrario, para Georgia la Edad de Oro constituye una parte importante de su estatus como una nación antigua y poderosa que mantuvo relaciones con Grecia y Roma.

## Orígenes

### David IV

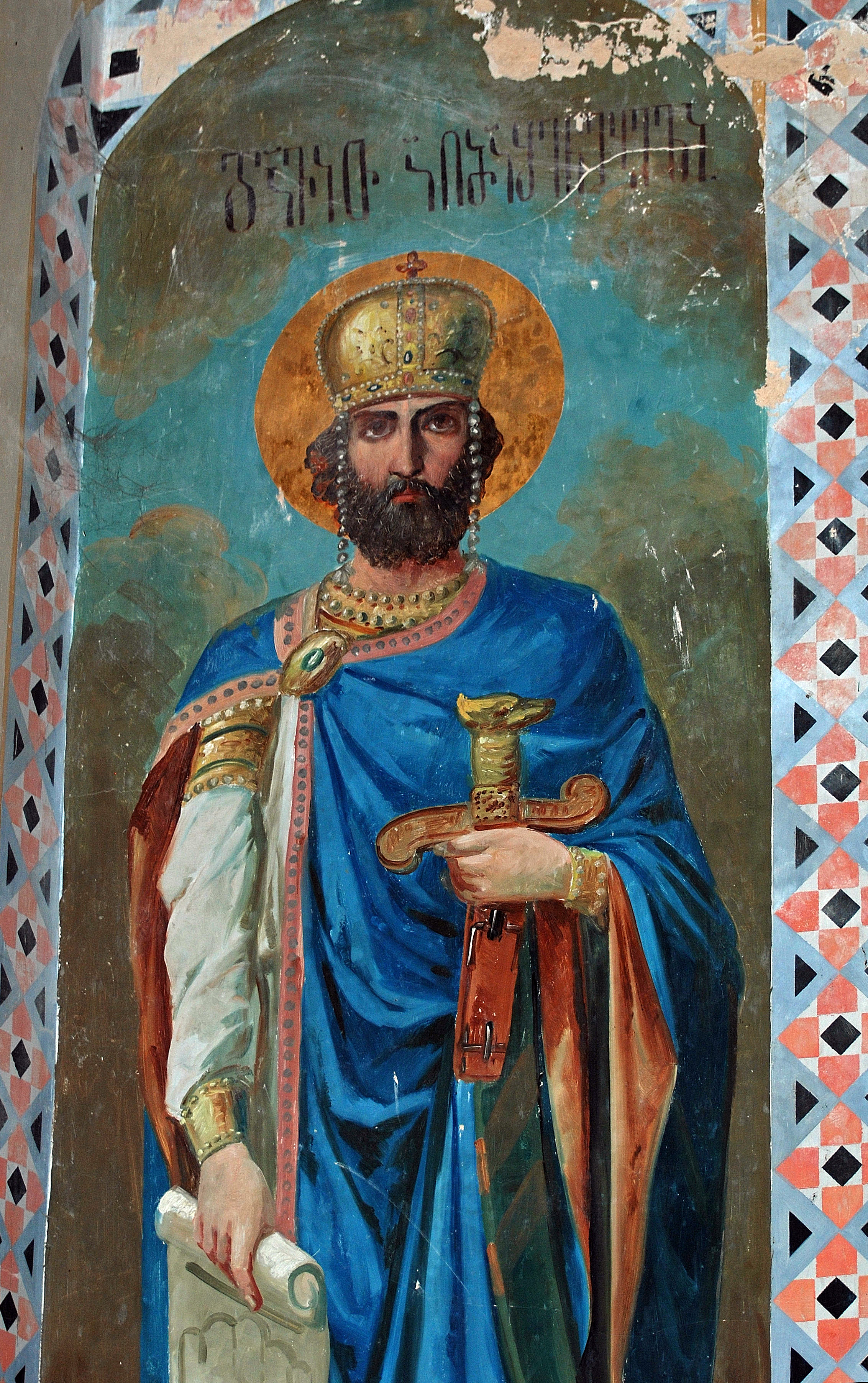
David el Constructor, el arquitecto original de la Edad de Oro. Fresco de Monasterio de Shio-Mgvime.

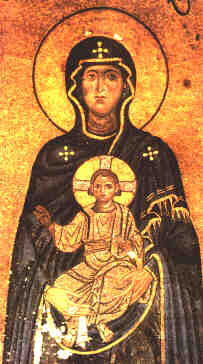
Monasterio de Gelati Theotokos. El uso de mosaicos costosos en las decoraciones de las iglesias anunciaba las ambiciones imperiales de Georgia.

La Edad de Oro comenzó con el reinado de David IV (el constructor o el grande), hijo de Jorge II de Georgia y la reina Helena, que asumió el trono a la edad de 16 años en un período de grandes invasiones turcas. Cuando alcanzó la mayoría de edad bajo la dirección de su ministro de la corte, George de Chqondidi, David IV suprimió la disidencia de los señores feudales y centralizó el poder en sus manos para hacer frente con eficacia a las amenazas extranjeras. El 12 de agosto de 1121, derrotó decisivamente a los grandes ejércitos turcos durante la batalla de Didgori, y los turcos selyuqíes que huían fueron arrollados por la persecución de la caballería georgiana durante varios días. Una gran cantidad de botín y prisioneros fueron capturados por el ejército de David, que también había reconquistado la ciudad de Tiflis e inaugurado una nueva era de renacimiento.
Para destacar el estatus más alto de su país, se convirtió en el primer rey georgiano en rechazar los títulos altamente respetados otorgados por el Imperio Romano de Oriente, aliado de Georgia desde hacía mucho tiempo, lo que indica que Georgia trataría con su poderoso amigo únicamente sobre una base de paridad. Debido a los estrechos lazos familiares entre la realeza georgiana y bizantina —la Princesa Martha de Georgia, tía de David IV, fue una vez una Emperatriz Consorte Bizantina—, en el siglo XI hasta 16 príncipes y reyes gobernantes georgianos habían poseído títulos bizantinos, siendo David el último en hacerlo.

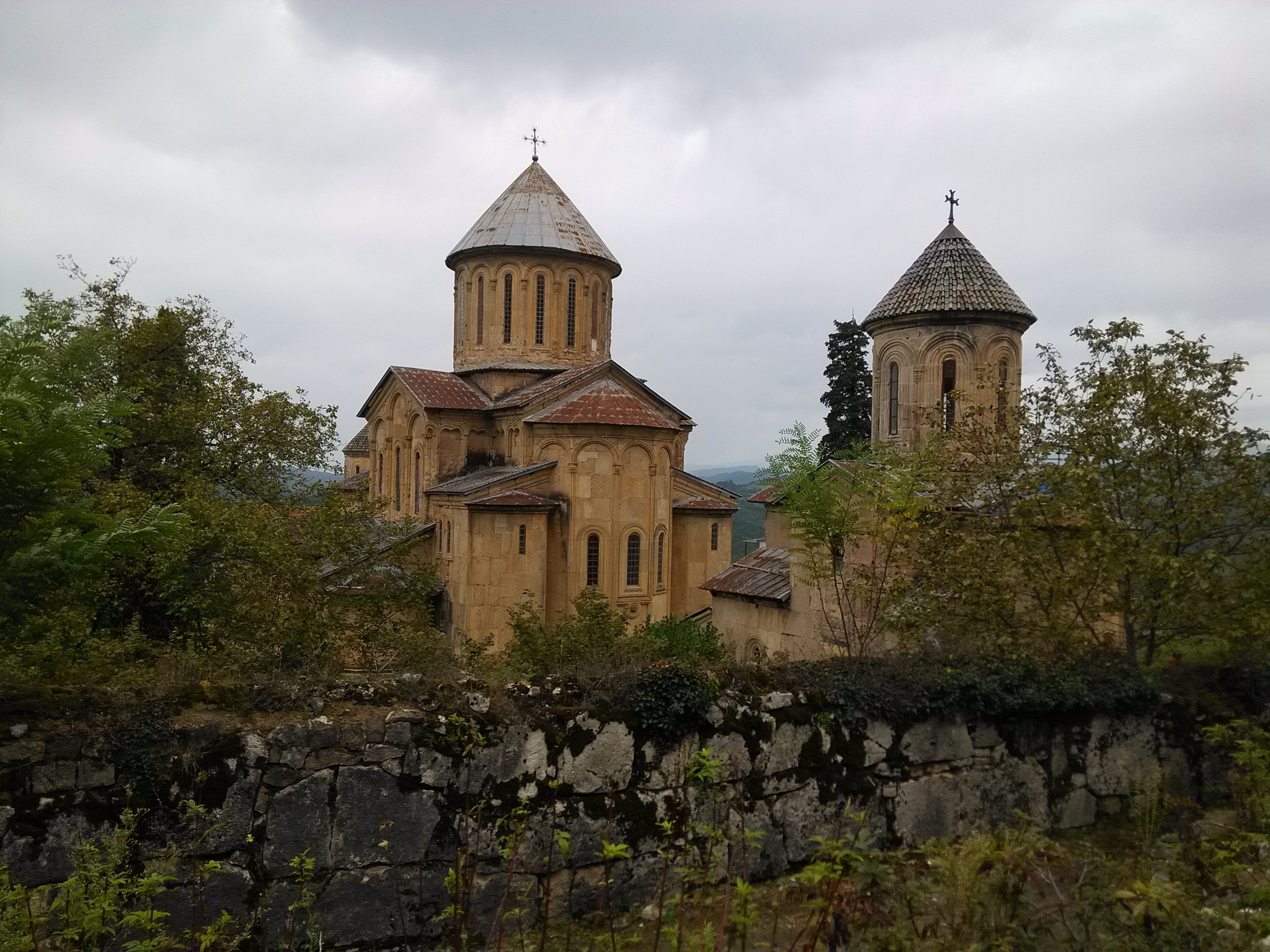
Monasterio de Gelati fundado por el rey David IV de Georgia.

David IV hizo especial hincapié en la eliminación de los vestigios de influencias orientales no deseadas, que los georgianos consideraban forzadas, en favor de los matices tradicionales cristianos y bizantinos. Como parte de este esfuerzo fundó el Monasterio de Gelati, Patrimonio de la Humanidad de la UNESCO, que se convirtió en un importante centro de estudios en el mundo cristiano ortodoxo oriental de la época. David también desempeñó un papel personal en el resurgimiento de la himnografía religiosa georgiana, componiendo los Himnos de Arrepentimiento (en georgiano: გალობანი სინანულისანი, galobani sinanulisani), una secuencia de ocho salmos de versículos libres. En este arrepentimiento emocional de sus pecados, David se ve a sí mismo como reencarnando al David bíblico, con una relación similar con Dios y con su pueblo. Sus himnos comparten también el celo idealista de los cruzados europeos contemporáneos para quienes David fue un aliado natural en su lucha contra el imperio selyúcida.

### Reinados de Demetrio I y Jorge III

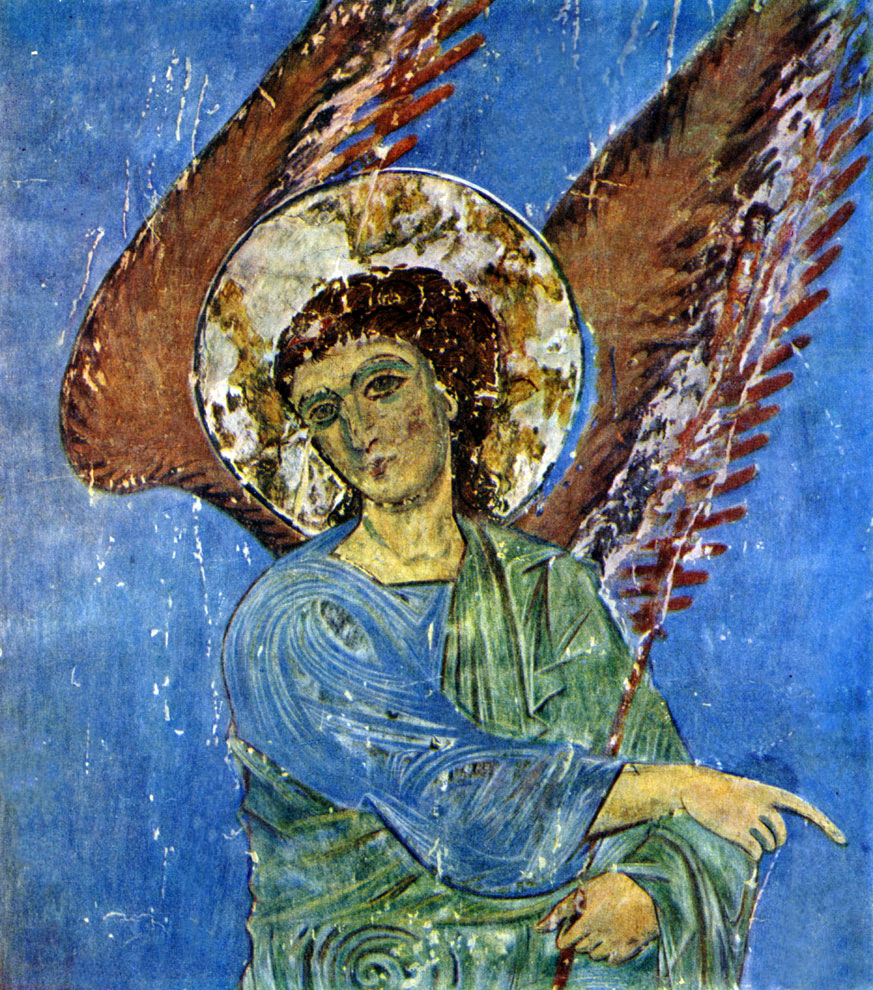
Arcángel de Kintsvisi del Monasterio Kintsvisi, realizado con la pintura escasa y costosa de lapislázuli, evidencia una creciente sofisticación y recursos de los maestros georgianos tras el reinado de Jorge III de Georgia.

El reino continuó en gran auge, bajo el gobierno de Demetrio I, el hijo de David. Aunque su reinado fue testigo de un perturbador conflicto familiar relacionado con la sucesión real, Georgia siguió siendo una potencia centralizada con un fuerte poder militar, con varias victorias decisivas contra los musulmanes en Ganyá, cuyas puertas fueron capturadas por Demetrio y trasladadas como trofeo a Gelati. Demetrio fue un talentoso poeta, que también continuó con las contribuciones de su padre a la polifonía religiosa de Georgia. El más famoso de sus himnos es Thou Art a Vineyard, dedicado a la Virgen María, la santa patrona de Georgia, y que todavía se canta en las iglesias de Georgia 900 años después de su creación. 
Demetrio fue sucedido por su hijo Jorge III de Georgia en 1156, iniciando una etapa de política exterior más ofensiva. El mismo año que ascendió al trono, George lanzó una exitosa campaña contra el sultanato selyuqí de Ahlat. Liberó a la importante ciudad armenia de Dvin del vasallaje turco y, por lo tanto, fue recibido como un libertador en la zona. Jorge también continuó el proceso de entremezclar la realeza georgiana con los rangos más altos del Imperio Romano de Oriente, testimonio de lo cual es el matrimonio de su hija Rusudan con Manuel Comneno, el hijo del emperador Andrónico I Comneno.

## Cenit del desarrollo bajo el mandato de la Reina Tamar

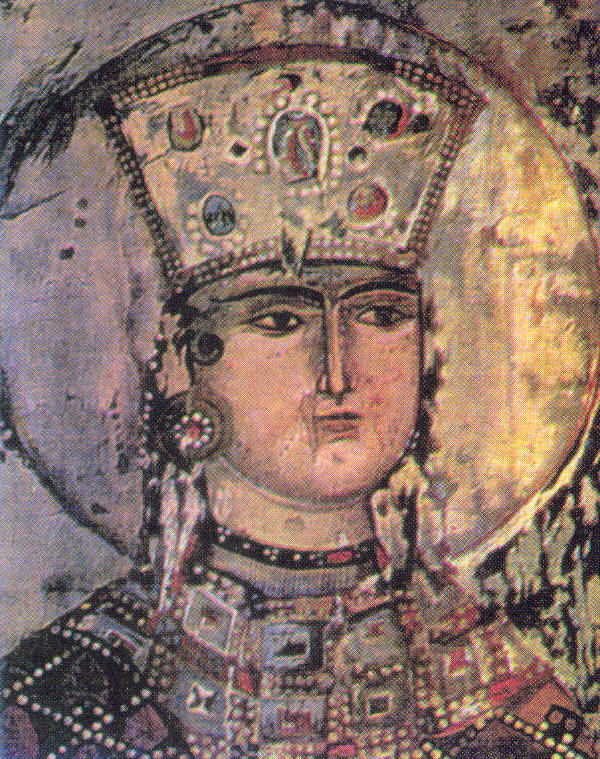
Pintura que representa la reina Tamar de Gergia.

Los éxitos de sus predecesores fueron construidos por la reina Tamar, hija de Jorge III, que se convirtió en la primera mujer gobernante de Georgia por derecho propio y bajo cuyo liderazgo el Estado georgiano alcanzó el cenit del poder y el prestigio en la Edad Media. No únicamente protegió gran parte de su imperio de más ataques turcos, sino que también pacificó con éxito las tensiones internas, incluido un golpe de Estado organizado por su marido ruso Yury Bogolyubsky, príncipe de Novgorod. Además, aplicó políticas que se consideraron muy esclarecidas durante su período de tiempo, como la abolición de la pena de muerte y la tortura sancionadas por el Estado.

### Intervenciones y relaciones exteriores en Tierra Santa
Entre los acontecimientos notables del reinado de Tamar se encuentra la fundación del Imperio de Trebisonda en el mar Negro en 1204. Este estado se estableció en el noreste del desmoronamiento del Imperio bizantino con la ayuda de los ejércitos georgianos, que apoyaron a Alejo I de Trebisonda y a su hermano, David Comneno, ambos familiares de Tamar.
Alejo y David eran príncipes bizantinos fugitivos criados en la corte georgiana. Según el historiador de Tamar, el objetivo de la expedición georgiana a Trebisonda era castigar al emperador bizantino Alejo IV Ángelo por la confiscación de un cargamento de dinero de la reina georgiana a los monasterios de Antioquía del Orontes y del Monte Athos. El esfuerzo póntico de Tamar también se puede explicar por su deseo de aprovechar la Cuarta Cruzada de Europa Occidental contra Constantinopla para establecer un estado amigo en el vecindario inmediato del suroeste de Georgia, así como por la solidaridad dinástica con la desposeída dinastía de los Comnenos.

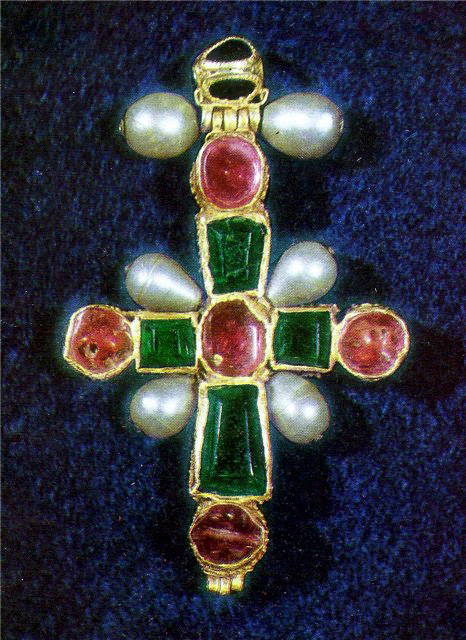
Cruz de oro de la reina Tamar, compuesta de rubíes, esmeraldas, y grandes perlas.

El poder del país había crecido hasta tal punto que en los últimos años del gobierno de Tamar, el Reino se ocupaba principalmente de la protección de los centros monásticos georgianos en Tierra Santa, ocho de los cuales estaban inscritos en Jerusalén.
El biógrafo de Saladino, Bahā' ad-Dīn ibn Šaddād informa que, tras la conquista ayyubí de Jerusalén en 1187, Tamar envió enviados al sultán para solicitar la devolución de las posesiones confiscadas de los monasterios georgianos de Jerusalén. La respuesta de Saladino no está registrada, pero los esfuerzos de la reina parecen haber sido exitosos. Ibn Šaddād además afirma que Tamar superó al emperador bizantino en sus esfuerzos por obtener las reliquias de la Vera Cruz, ofreciendo 200 000 piezas de oro a Saladino, quien había tomado las reliquias como botín en la batalla de Hattin, pero sin éxito.
Jacobo de Vitry, el Patriarca de Jerusalén en esa época escribió:

También hay en Oriente otro pueblo cristiano, que es muy guerrero y valiente en la batalla, fuerte en cuerpo y poderoso en el sinnúmero de sus guerreros....Estando completamente rodeado de naciones infieles....estos hombres son llamados georgianos, porque especialmente veneran y adoran a San Jorge...Cada vez que vienen en peregrinación al sepulcro del Señor, marchan a la Ciudad Santa....sin rendir homenaje a nadie, porque los sarracenos no se atreven a molestarlos de ninguna manera....

### Comercio y cultura

Crónicas georgianas, versión de la Reina Mariam.

Con centros comerciales florecientes bajo el control de Georgia, la industria y el comercio trajeron nuevas riquezas al país y a la corte de Tamar. El homenaje extraído de los vecinos y el botín de guerra se sumaron al tesoro real, dando lugar al dicho de que «los campesinos eran como nobles, los nobles como príncipes, y los príncipes como reyes».
El reinado de Tamar de Georgia también marcó la continuación del desarrollo artístico en el país iniciado por sus predecesores. Mientras que sus Crónicas georgianas contemporáneas continuaban consagrándose a la moralidad cristiana, el tema religioso comenzó a perder su anterior posición dominante en favor de la literatura secular altamente original. Esta tendencia culminó en una epopeya escrita por el poeta nacional de Georgia, Shota Rustaveli - El caballero en la piel de tigre (Vepkhistq'aosani). Reverenciado en Georgia como el mayor logro de la literatura nativa, el poema celebra los ideales humanistas medievales de caballerosidad, amistad y amor cortés.

## Invasiones nómadas y la disminución gradual de Georgia

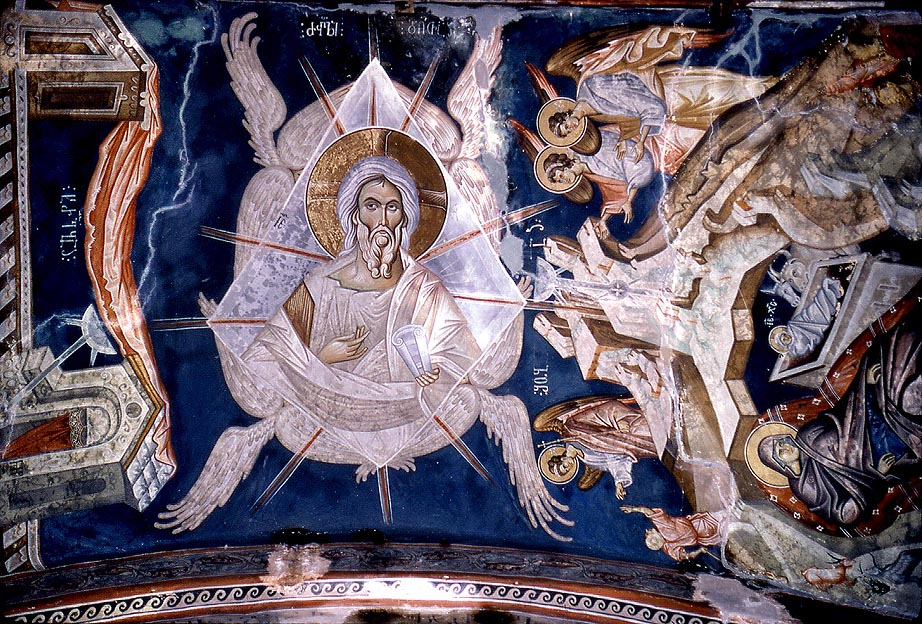
A pesar de los reveses a manos de los mongoles, Georgia continuó produciendo monumentos culturales, como estos frescos del Monasterio de Ubisi.

Alrededor de la época en que los mongoles invadieron el noreste de Europa, los ejércitos nómadas empujaron simultáneamente hacia el sur hasta Georgia. Jorge IV, hijo de la reina Tamar, dejó a un lado sus preparativos para apoyar a la Cuarta cruzada y se concentró en combatir a los invasores, pero el ataque de los mongoles fue demasiado fuerte para vencerlo. Los georgianos sufrieron graves pérdidas en la guerra y el propio rey resultó gravemente herido. Como resultado, Jorge IV de Georgia quedó discapacitado y murió prematuramente a la edad de 31 años. La hermana de Jorge, Rusudán, asumió el trono, pero ella era demasiado inexperta y su país demasiado debilitado para expulsar a los nómadas. En 1236, un destacado comandante mongol Chormaqan dirigió un ejército masivo contra Georgia y sus vasallos, obligando a la reina Rusudán a huir hacia el oeste, dejando el este de Georgia en manos de nobles que finalmente hicieron las paces con los mongoles y aceptaron rendir homenaje; los que se resistieron fueron sometidos a una aniquilación completa. Los ejércitos mongoles decidieron no cruzar la barrera natural de la cordillera de Likhi en persecución de la reina georgiana, evitando así los extensos alborotos del oeste de Georgia. Más tarde, Rusudán intentó obtener el apoyo del papa Gregorio IX, pero sin éxito. En 1243, Georgia se vio finalmente obligada a reconocer al Gran Khan como su señor.
Tal vez ninguna invasión mongola devastó a Georgia tanto como las décadas de lucha antimongola que tuvieron lugar en el país. El primer levantamiento antimongol comenzó en 1259 bajo el liderazgo de David VI y duró casi treinta años. La lucha contra los mongoles continuó sin mucho éxito bajo los órdenes de los reyes Demetrio II, que fue ejecutado por los mongoles, y David VIII. Georgia vio finalmente un período de renacimiento desconocido desde las invasiones mongolas bajo el reinado de Jorge V el Brillante. Un monarca con visión de futuro, Jorge V se las arregló para jugar con el declive del Ilkanato, dejó de rendir tributo a los mongoles, restauró las fronteras estatales de Georgia anteriores a 1220 y devolvió el imperio de Trebisonda a la esfera de influencia de Georgia. Bajo su mandato, Georgia estableció estrechos lazos comerciales internacionales, principalmente con el imperio bizantino -con el que Jorge V tenía lazos familiares- pero también con las grandes repúblicas marítimas europeas, república de Génova y  república de Venecia. Jorge V también logró la restauración de varios monasterios georgianos en Jerusalén a la Iglesia ortodoxa georgiana y consiguió el paso libre para los peregrinos georgianos a Tierra Santa. El uso generalizado de la cruz de Jerusalén en la Georgia medieval —una inspiración para la moderna bandera de Georgia— se cree que hasta la fecha se remonta al reinado de Jorge V.